# 华为深圳基地
华为深圳基地（英語：Huawei Shenzhen Base），又称华为坂田基地，位于中國广东省深圳市龙岗区坂田街道梅观高速公路与坂雪岗大道之间的一大片地盘上，为华为公司现总部及核心基地。深圳地铁10号线车站华为站以其命名，并且建有地下通道与其连接。

## 概况

### 规模与布局

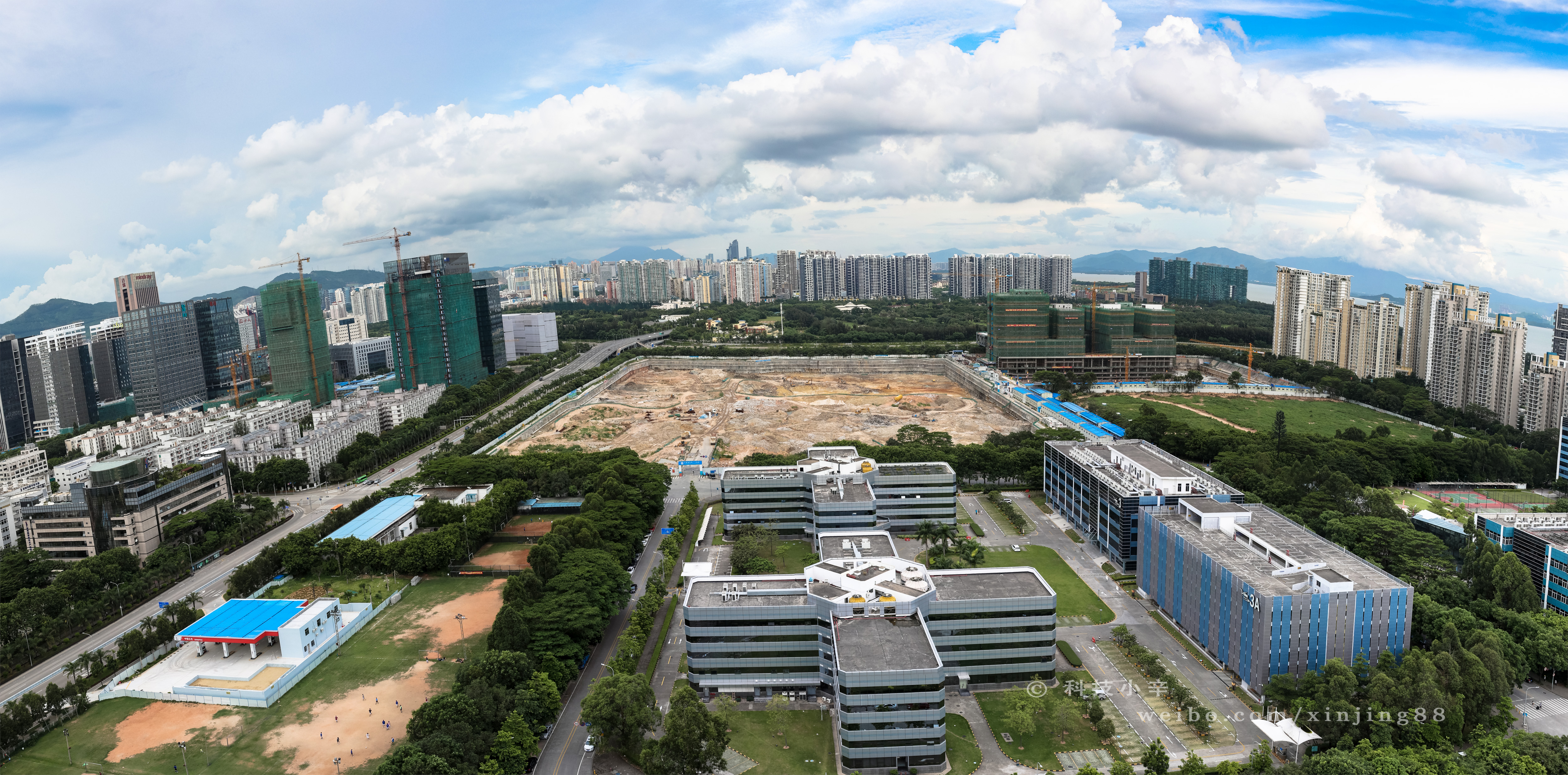
2013年的华为园区

华为深圳基地占地1.2平方公里，园区建筑除了华为研发大楼外，其余均为个位数楼层的低密度建筑，其中以现代风格建筑居多，也有不少仿欧洲古典风格的建筑（A区、J区、K区）。基地内分区按照现代园林布局设计，外围绿树成荫，内部池塘成片。

### 功能分区
华为深圳基地以字母为名分为10个区域，其中A、B、C、D四个区域位于五和大道以西，其余区域位于五和大道以东；A区为行政中心，B区为华电公司，C区为数据中心，E、F区为研发中心，J区为培训中心，G区原为生产中心（现已拆卸改建），H区为软件研发中心，I区则命名为华为百草园（又名华为单身公寓），为华为员工及家属的住宅区，K区为技加中心。

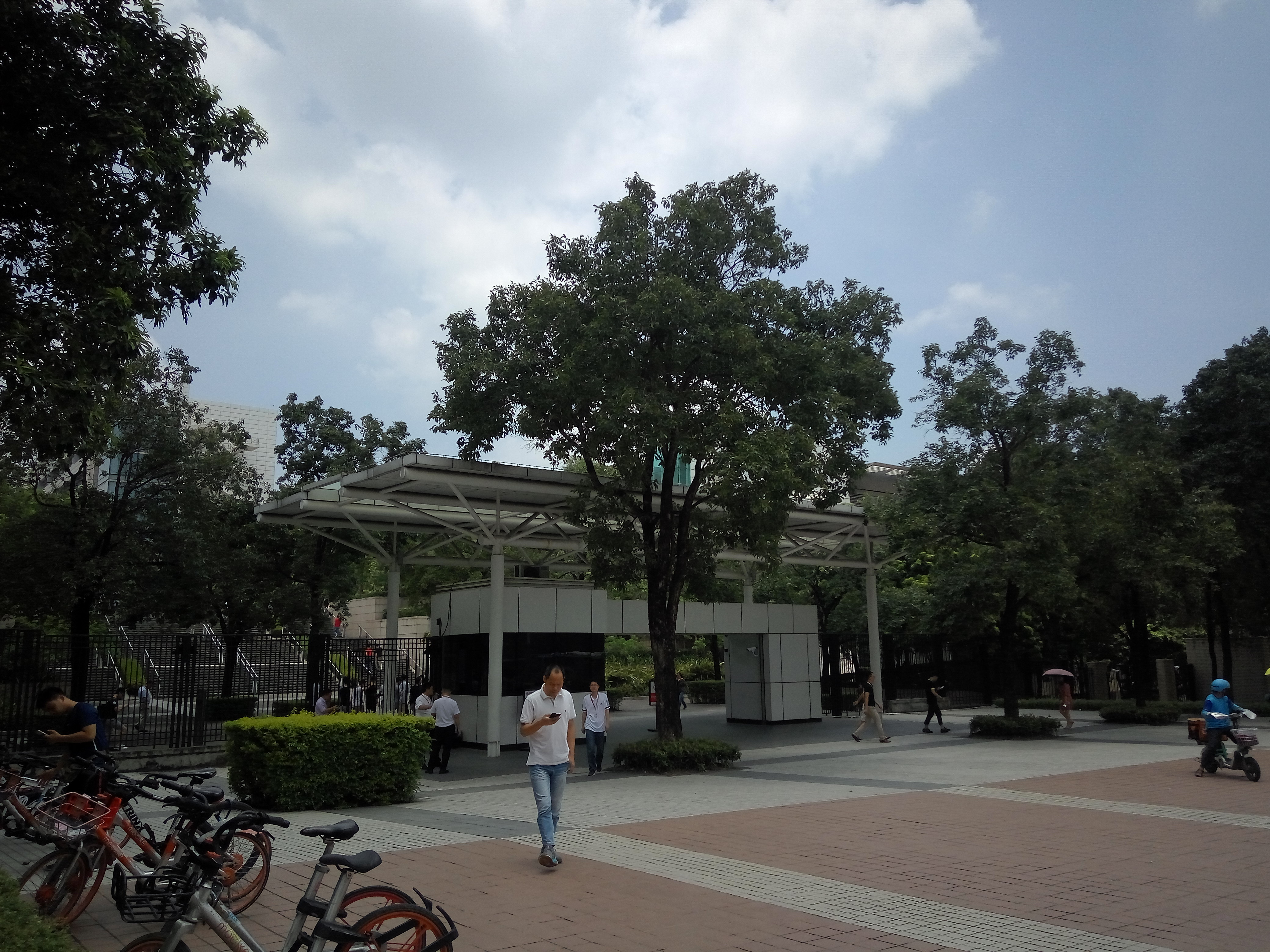
E区入口
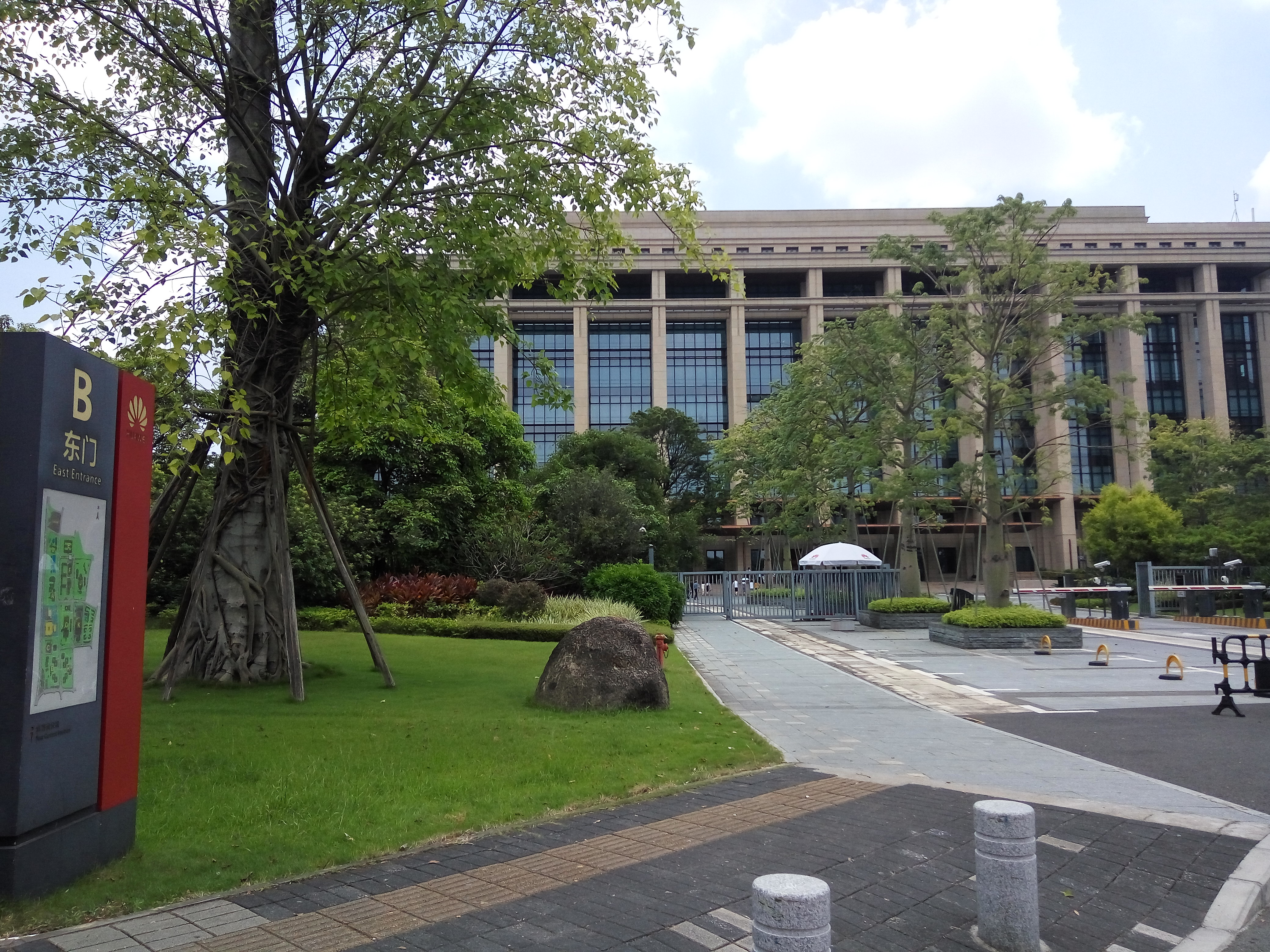
B区
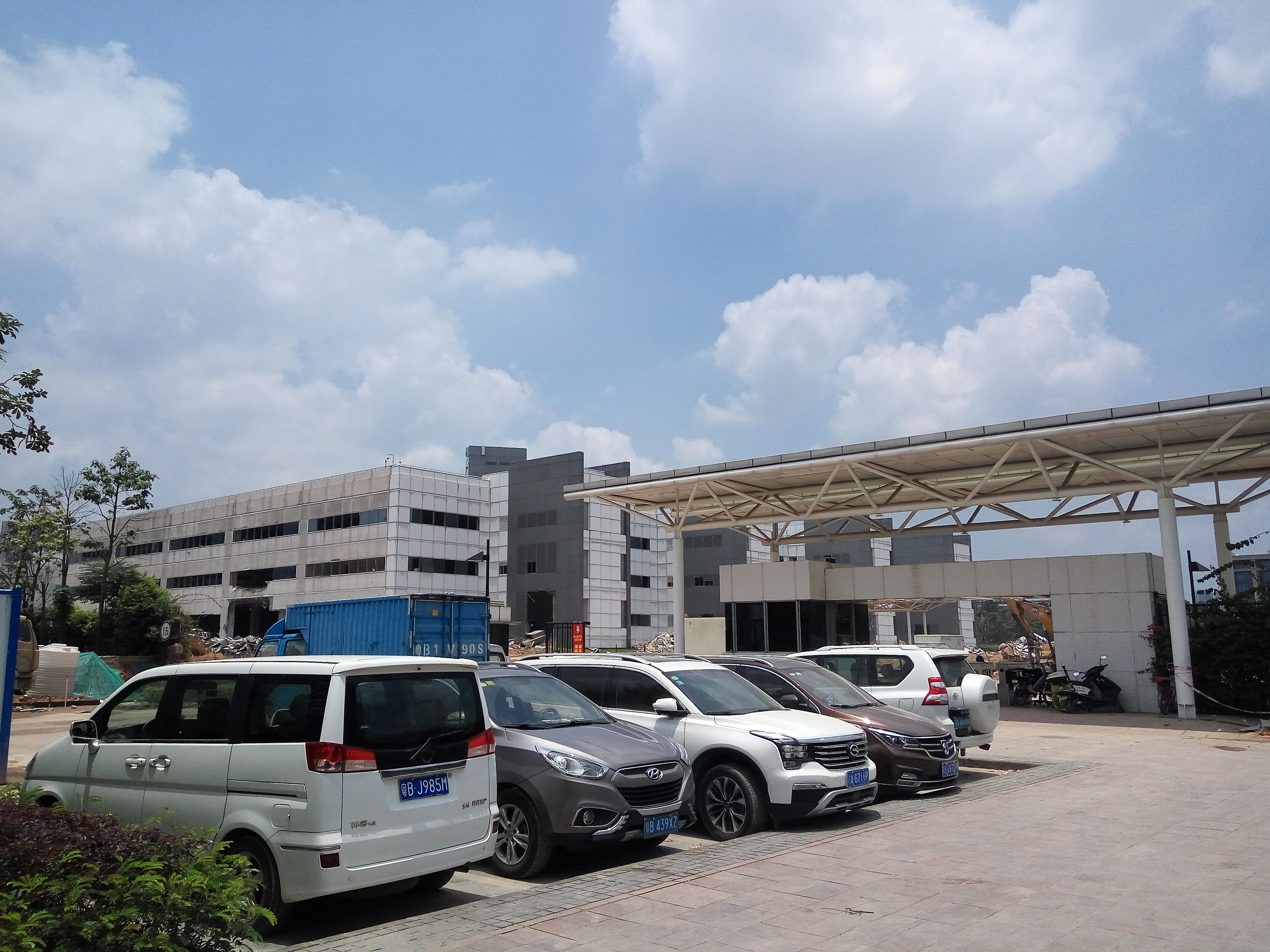
正在拆卸的原生产区——G区
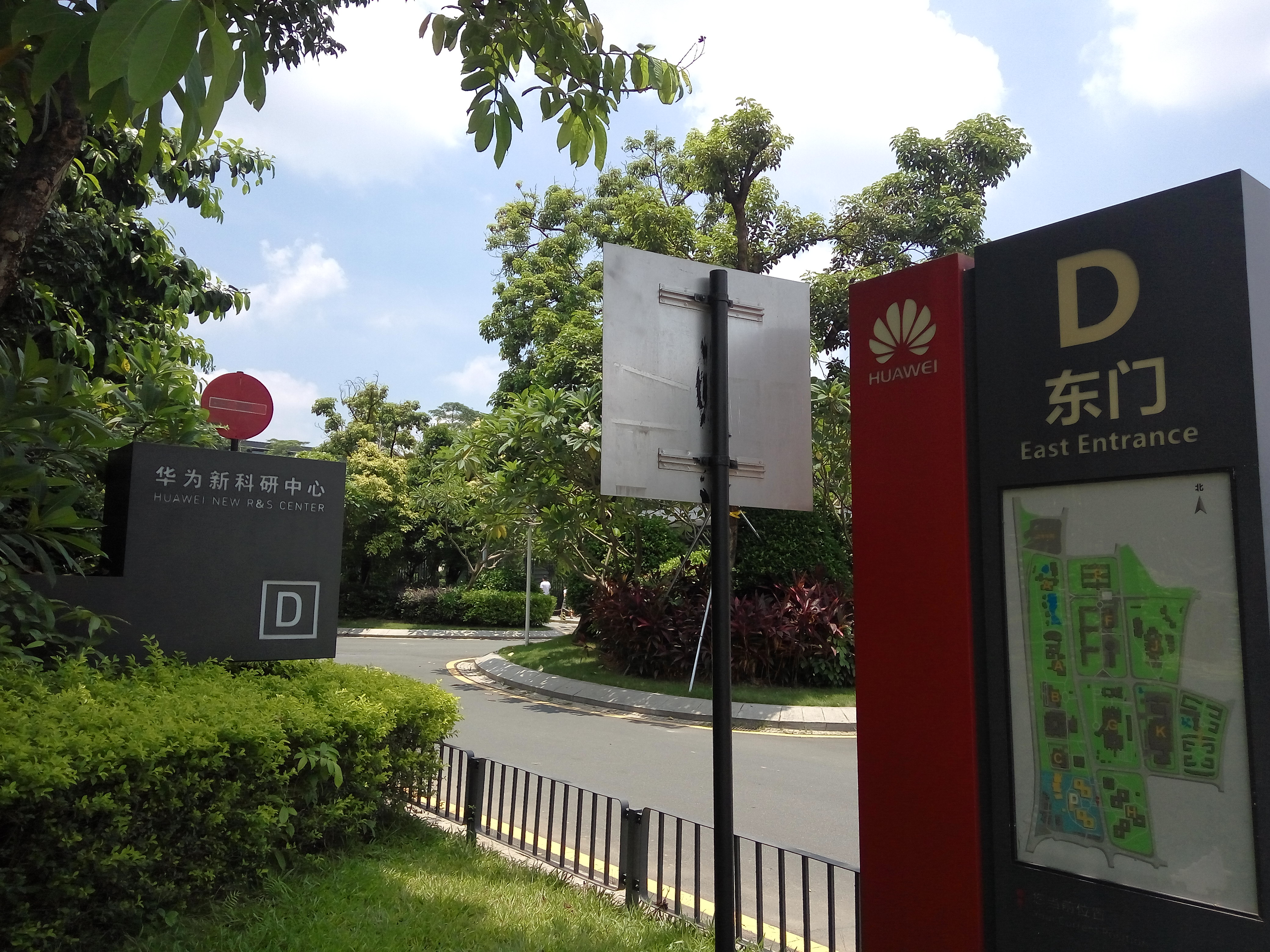
D区（新研发中心）东门
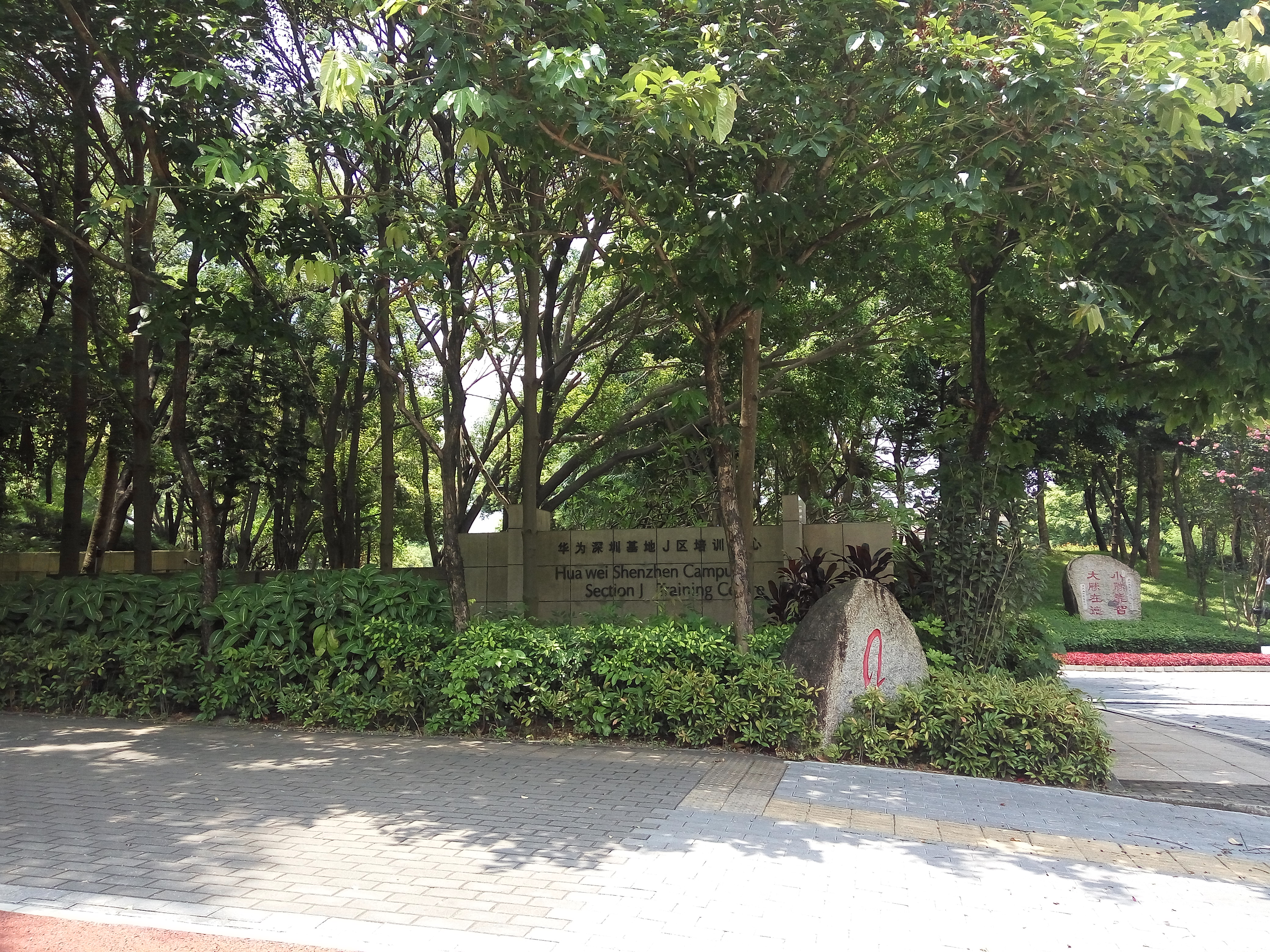
J区（培训中心）入口，立有“小胜靠智，大胜靠德”的石头
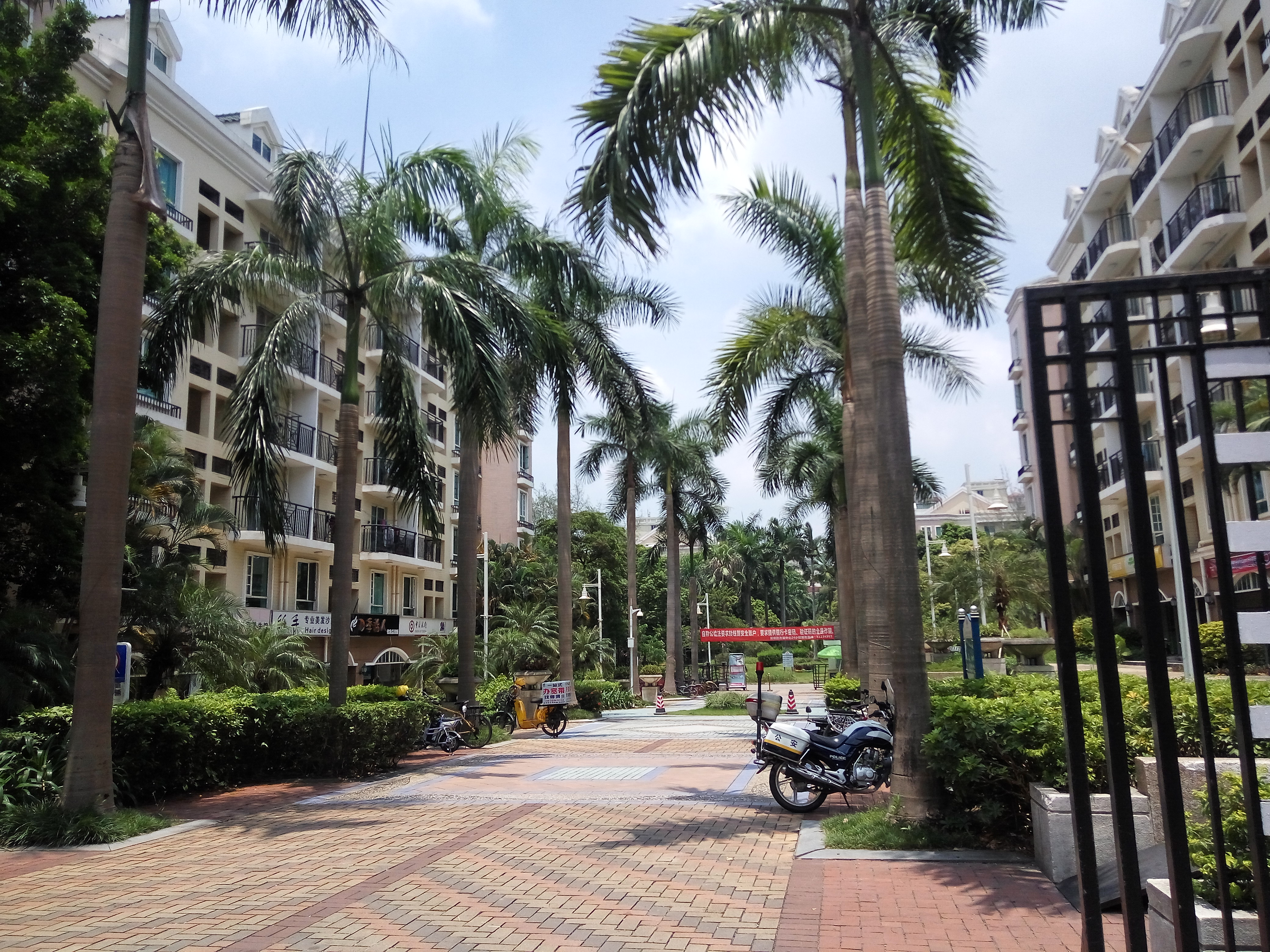
华为百草园

### 园区道路
园区被七条市政道路穿过，除了作为主干道的五和大道之外，其余均以中外著名科学家命名，与上海张江高科园区类似，在深圳属于孤例。
- 贝尔路，东西向道路，连接吉华路与梅观高速公路，为纪念电话发明者亚历山大·贝尔命名 。
- 隆平路，东西向道路，位于坂雪岗大道与五和大道之间，为纪念中国科学家袁隆平命名。
- 稼先路，东西向道路，位于坂雪岗大道与五和大道之间，为纪念中国科学家、两弹一星元勋邓稼先命名。
- 居里夫人大道，南北向道路，位于坂李大道与贝尔路之间，为纪念著名女科学家瑪麗·居禮命名。
- 冲之大道，南北向道路，位于坂田环城路与坂兴路之间，为纪念中国古代科学家祖冲之而命名。
- 张衡路，东西向道路，位于坂雪岗大道与冲之大道之间，为纪念中国古代科学家张衡命名。

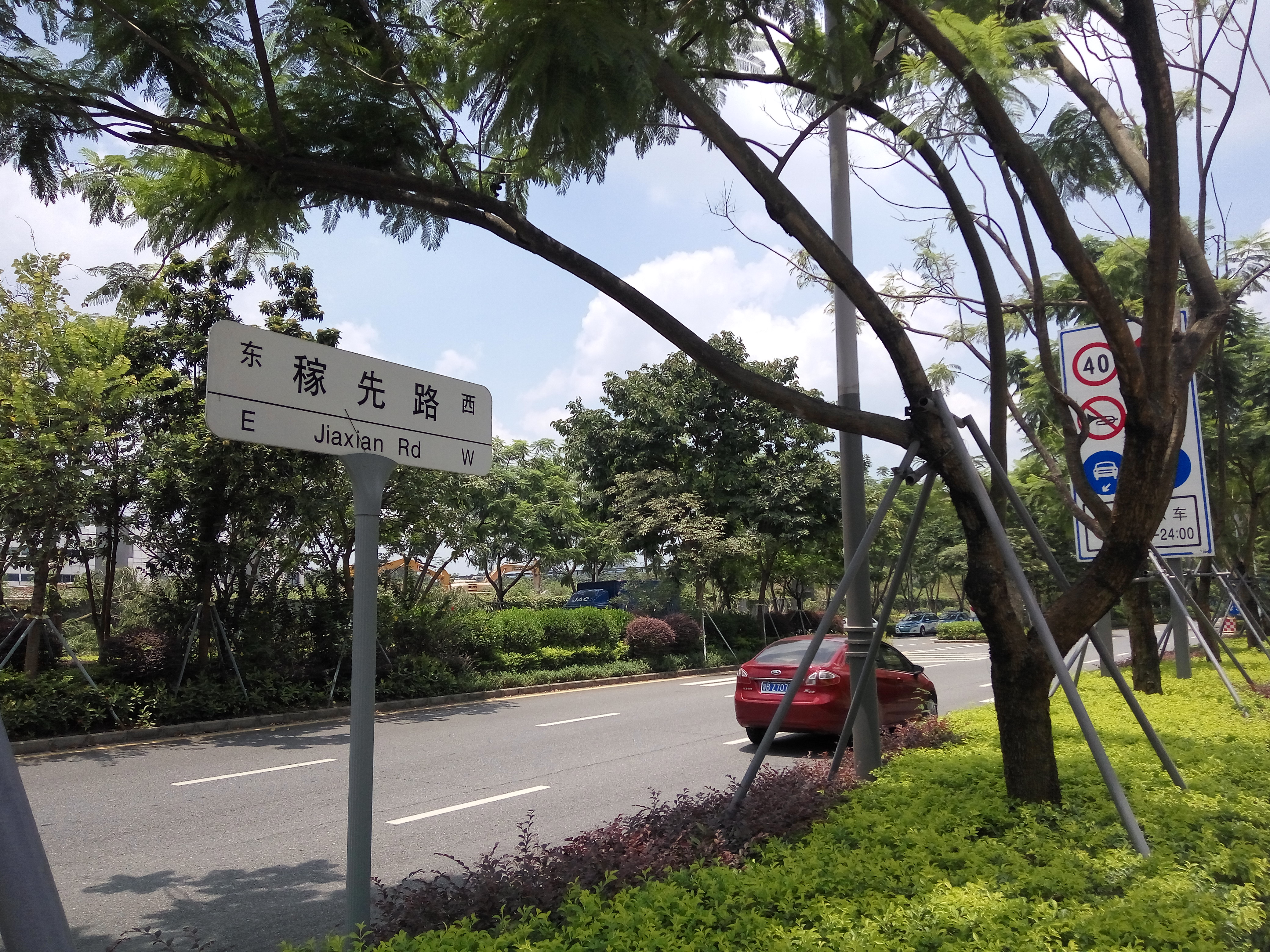
稼先路